# Exode tibétain de 1959
Pour les articles homonymes, voir Exode.

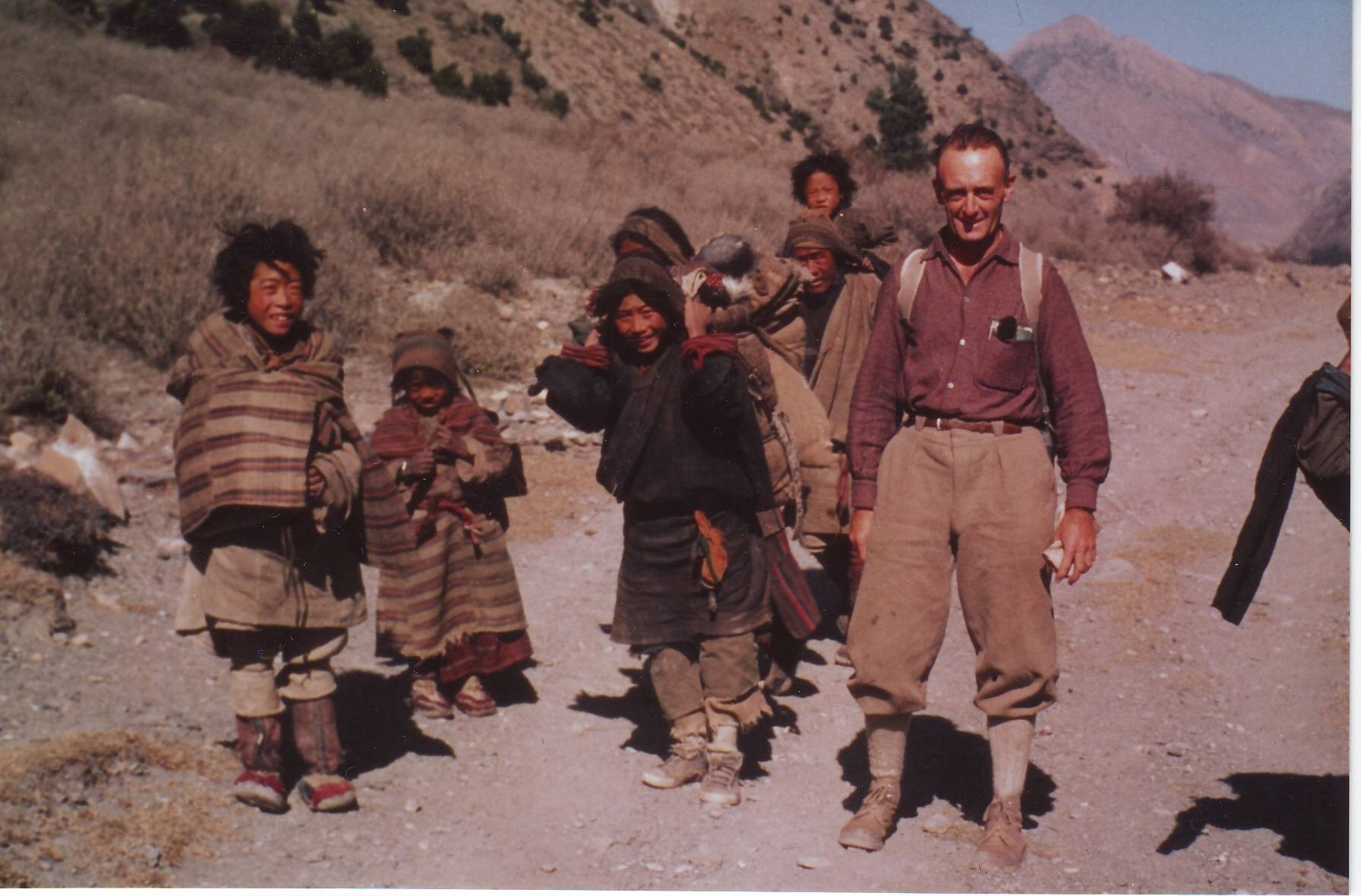
René de Milleville en 1966 dans la vallée de la Kali Gandaki, 2700 m, près de Jomosom, avec de jeunes réfugiés tibétains

L'exode tibétain de 1959,,, pour reprendre la terminologie du gouvernement tibétain en exil et de l'Organisation des Nations unies,, désigne l'exode d'une partie du peuple tibétain qui débute après l'échec du soulèvement tibétain de 1959.
80 000 personnes, majoritairement originaires de la province de l'Ü-Tsang, emboîtent le pas au 14e dalaï-lama et gagnent l'Inde, constituant la première vague de migration. Trois ans plus tard, la guerre sino-indienne ferme hermétiquement les frontières entre la Chine et l'Inde et le Népal, tarissant le flot de réfugiés.
La seconde vague débute vers 1980.
L'Assemblée générale des Nations unies, à travers sa Résolution 1723 de 1961, qualifie d'« exode massif » la vague de réfugiés vers les pays voisins en raison des violations des droits fondamentaux du peuple tibétain et des mesures prises pour détruire son particularisme culturel et religieux. La Résolution 2079 de 1965 reprend le terme d'« exode », tout comme le Haut Commissariat des Nations unies pour les réfugiés en 2000.
En 2009, 127 935 Tibétains ont été recensés à l'extérieur du Tibet dont 94 203 en Inde, un grand nombre d'entre eux dans des camps de réfugiés, et 13 514 au Népal. Souvent oubliés, ils ont peu profité de l'aide internationale. Depuis lors, et en dépit de la fermeture en 1960 de la frontière du côté chinois, les Tibétains continuent de traverser l'Himalaya, un voyage périlleux qui dure plusieurs semaines.
Cependant, Edward J. Mills en 2005 et le dalaï-lama en 2009 estiment à au moins 150 000 le nombre réfugiés tibétains en exil,.

## Départ en exil du14edalaï-lama
Le 17 mars 1959, le 14e dalaï-lama, s'enfuit de Lhassa accompagné de sa proche famille et de ses principaux conseillers. Quand, en octobre 1959, Nikita Khrouchtchev déclara à Mao Zedong que d'avoir laissé le dalaï-lama s'échapper était une erreur et qu'il était préférable qu'il soit mort, Mao répondit qu'il était impossible de le retenir, en raison de l'étendue de la frontière avec l'Inde,.
Selon Michel Peissel, le dalaï-lama atteignit la ville de Lhuntsé le 26 mars 1959. Ses compagnons et lui sont, de son propre témoignage, au nombre de quatre-vingt. Il fait halte au dzong de Lhuntsé, y dénonce l’accord en 17 points, réaffirme son gouvernement comme le seul légitime du Tibet. Plus de 1 000 personnes participent à la cérémonie. L’installation du gouvernement se déroula avec la solennité que permettaient encore les circonstances, avec chants, prières et danses sacrées spécifiques de la culture tibétaine, devant les dignitaires locaux, trois ministres accompagnant le dalaï-lama et les Khampa de la résistance. Le gouvernement nouvellement installé réaffirma l’unité du Tibet, le Kham, l’Amdo et le Tibet central étant de nouveau réunis. Des messages officiels furent envoyés du dzong de Lhuntsé pour faire part de la création du nouveau gouvernement à l’ensemble du pays. Un appel fut envoyé au Panchen Lama.

## Première vague (1959-1961)
La première vague s'est déroulée de 1959 à 1962.
Selon Chen Jian, un mois après le départ du dalaï-lama, déjà 7 000 réfugiés tibétains avaient gagné l'Inde vers la fin mai 1959,.
Selon Arjun Sawhney, un artiste indien, en 1960, environ 80 000 Tibétains ont traversé l'Himalaya pour rejoindre l'Inde, au péril de leur vie. En 1966, le magazine Réalités mentionnait que selon des estimations, la moitié des fugitifs auraient été décimés par le froid, la faim et l’exténuation.
Selon Thomas Laird, les tentatives d'évasion étaient périlleuses à cause des assauts de l’armée populaire de libération. Dans certains cas, moins de 10 % arrivèrent en vie sur un groupe parti du Tibet oriental pour un voyage qui dura 4 mois. Malgré ses difficultés, 80 000 Tibétains ont survécu à leur voyage trans-himalayen pour l’Inde les années suivant immédiatement le soulèvement tibétain de 1959.
Selon Jampa Panglung, à la suite du soulèvement tibétain de 1959 et à la répression violente par l’armée chinoise, un grand nombre de Tibétains furent tués, tandis que, protégés par les résistants khampa, 80 000 personnes réussirent à atteindre l’Inde.
Selon Israel W. Charny (1984) puis le Tibet Information Network (1990), une dépêche dite sur Radio Lhassa le 1er octobre 1960 annonçait que 87 000 Tibétains avaient été tués (selon le TIN) ou exécutés (selon Charny) durant l'année ayant suivi le soulèvement,.
Le site Friends of Tibet donne à ce chiffre de 87 000 morts une autre source : « un document capturé par les guérilleros affrontant l'armée chinoise ». Le journaliste Warren Smith, cité par le démographe chinois Yan Hao, affirme lui aussi que ce chiffre vient d'un document de l'Armée populaire de libération datant de 1960 et capturé par la Résistance tibétaine six ans plus tard, pour être publié une première fois par une organisation bouddhiste tibétaine en 1990. Le document capturé parle de 87 000 ennemis « éliminés », ce qui pour Smith ne veut pas dire obligatoirement « tués ». Yan Hao fait remarquer qu'il est difficile de comprendre pourquoi il fallut six ans pour mettre la main sur le document de l'APL et 30 ans pour le publier, ajoutant qu'il était des plus improbables qu'il ait pu y avoir encore des forces de la Résistance au Tibet aussi tard qu'en 1966.
Selon Alex McKay, les Tibétains partis en exil en Inde et au-delà, venaient de tout le Tibet et de toutes les couches de la société mais comportaient un pourcentage disproportionné des classes supérieures, noble comme monastique. Toutefois, selon l'anthropologue Timm Lau, parmi les dizaines de milliers de réfugiés arrivés en Inde en 1959, pour la plupart agriculteurs et pasteurs, une partie connut initialement une discrimination par absence d'opportunités économiques, différences sociales et culturelles, si bien que les premiers trouvèrent un emploi dans la construction de routes dans les États du nord du pays. Il y eut jusqu’à 21 000 Tibétains employés par le gouvernement indien dans un peu moins d’une centaine de sites. Bien qu’ils fussent considérés par les Indiens comme aptes physiquement à travailler à haute altitude et en terrain montagneux, nombre d’entre eux périrent, victimes de maladies ou d’éboulements.
Fin janvier 1961, un articulet de la revue américaine Time fait état de l'essor, le mois précédent, du nombre de réfugiés arrivant en Inde : de deux ou trois depuis la révolte de mars 1959, on est passé à des vingtaines, voire des centaines d'arrivants. La raison évoquée : la faim et la famine au Tibet. Les autorités chinoises ont confisqué les céréales et aliments d'origine végétale dans les villages sous leur contrôle et fait l'inventaire de tous les ovins, bovins et yaks. Les villageois reçoivent des rations de grains variables et ne peuvent manger leurs animaux morts de mort naturelle. D'après les réfugiés, dans certains villages, on mange de l'herbe et des tubercules sauvages. L'article estime le nombre de morts imputables à ce régime de famine à 5 000.

## Deuxième vague (à partir des années 1980)
Selon l'ethnomusicologue Keila Diehl, peu de Tibétains s'enfuirent durant les pires années de la révolution culturelle au Tibet, mais dans les années 1980, une seconde vague de réfugiés, ou second exode, dont un grand nombre a connu la prison durant les premières décennies de l'occupation, a fui le Tibet.
Entre 1986 et 1996, à la suite de l'ouverture du Tibet au commerce et au tourisme, environ 25 000 Tibétains, fuyant la répression politique et ce qui, en 1993, est qualifié par le dalaï-lama de « génocide culturel »,, se sont réfugiés en Inde, augmentant le nombre des exilés de 18 %.
Selon Maura Moynihan, consultante de l'ONG Refugees International (en), des sources officielles chinoises indiquent qu'en 1994 le nombre de Tibétains arrêtés en train de quitter illégalement le territoire avait augmenté de 23 % par rapport à l'année précédente (6 883 « émigrants illégaux » auraient été arrêtés par les forces de l'ordre chinoises).
Keila Diehl mentionne que depuis le début des années 1990, une troisième vague de réfugiés venant de l'Amdo et appelés sarjorpa (« nouveaux arrivants ») a gagné l'exil, pesant le plus lourdement sur les ressources du gouvernement tibétain en exil.
En 2008, on estimait que, chaque année, environ 2 500 réfugiés traversaient l’Himalaya au Népal, cherchant asile dans ce pays ou en Inde. En 1998, un tiers des réfugiés étaient des enfants non accompagnés par leurs parents pour 90 % d’entre eux. En outre, de nombreux rapports font état de réfugiés qui périssent au cours de leur voyage périlleux en Himalaya. En septembre 2006, lors de la fusillade du col de Nangpa La, deux Tibétains sont tués alors qu'ils fuyaient, avec d'autres compatriotes, vers le Népal.
Pour sa part, l'ethnoscénologue Nathalie Gauthard écrit en 2009 que « la plupart des réfugiés tibétains de ces dernières années sont des nonnes et des moines souhaitant suivre une formation religieuse complète dans les monastères en exil où la tradition a été préservée ».
Selon une déclaration d'avril 2010 de Tempa Tsering, ministre des Affaires étrangères du gouvernement en exil du Tibet, jusqu'en 2008, 2 500 à 3 000 personnes se sont évadées chaque année du Tibet, mais depuis les manifestations de mars 2008, ce nombre a chuté, et 600 personnes ont pu sortir en 2009.

## Retours au Tibet
Selon un câble des États-Unis dévoilé par WikiLeaks en décembre 2010, de 1980 à novembre 2009, 87 096 Tibétains sont arrivés en Inde et ont été enregistrés au centre de réception de Dharamsala, tandis que 46 620 sont retournés au Tibet après un pèlerinage en Inde. La plupart de ceux qui sont restés sont des enfants ayant ensuite été scolarisés dans les Villages d'enfants tibétains.
En 1994, Pékin met en place des directives demandant aux parents de rappeler au Tibet leurs enfants partis en Inde, sous peine de perdre leur travail. De nombreux parents rappelèrent alors leurs enfants scolarisés en exil.
Selon Maura Moynihan, de l'association Refugees International, pour les réfugiés ayant séjourné en Inde, un retour au Tibet expose à un risque d'interrogatoire, de harcèlement, de restrictions de travail et de déplacement.
En juillet 2008, à la suite des troubles au Tibet en 2008, les autorités chinoises mirent en place de nouvelles directives spécifiant que les membres du Parti communiste chinois et les fonctionnaires qui continuent à envoyer leurs enfants étudier en Inde seront radiés du Parti et expulsés de la fonction publique,.

## Accueil des réfugiés
Bien que, côté chinois, la frontière soit fermée depuis 1960, les Tibétains ont fui continuellement. En général, ils transitent par le Népal, où ils sont accueillis dans un centre de réception à Katmandou. La première vague de réfugiés fut accueillie dans des camps de transit de Missamari dans l'Assam et de Buxa Duar dans le Bengale-Occidental, supervisé par le « Comité central de secours » créé au début de l'exode tibétain. Ce comité ne fut pas reconnu officiellement et les organismes internationaux dont le Haut Commissariat des Nations unies pour les réfugiés (HCR) ne furent pas impliqués à ce moment. À la suite de la guerre sino-indienne de 1962, comprenant que les réfugiés tibétains ne pourront rentrer rapidement, les autorités indiennes sollicitent pour la première fois une aide internationale pour les réfugiés, et le HCR commence à secourir les réfugiés tibétains en 1964 en Inde, n'établissant officiellement sa présence qu'en 1969 à New Delhi.

## Point de vue de l'Organisation des Nations Unies
L'Assemblée générale des Nations unies, à travers sa Résolution 1723 de 1961 (alors que la République populaire de Chine n'y était pas représentée)[pertinence contestée], qualifie d'« exode massif » la vague de réfugiés vers les pays voisins en raison des violations des droits fondamentaux du peuple tibétain et des mesures prises pour détruire son particularisme culturel et religieux. La Résolution 2079 de 1965 reprend le terme d'« exode ».
Le terme d'exode est également utilisé par le Haut Commissariat des Nations unies pour les réfugiés dans un ouvrage publié en 2000 ,.

## Point de vue du gouvernement tibétain en exil
Selon le gouvernement tibétain en exil, un exode aussi massif de Tibétains en exil dans des circonstances aussi difficiles n'a pas eu de précédent dans l'histoire du Tibet. Tous les ans, toujours selon le gouvernement tibétain en exil, environ 2 500 Tibétains s'exilent en Inde ou au Népal, risquant des traumatismes, voire la mort lors de la traversée de l'Himalaya,.

## Points de vue d'historiens et d'écrivains sur le qualificatif d'«exode»
Dans son ouvrage The Making of Modern Tibet publié en 1987, l'historien A. Tom Grunfeld écrivait qu'il est impossible de déterminer le nombre réel des Tibétains ayant émigré. Si les chiffres les plus souvent cités vont de 75 000 à 100 000, aucun recensement véritable n'a été effectué et, de plus, le nombre d'enfants nés en exil par rapport aux émigrés serait rarement pris en compte. Grunfeld fait remarquer qu'il est de bonne guerre pour le leadership des réfugiés de gonfler le nombre de réfugiés : à leurs yeux, plus la population réfugiée est importante, plus cela implique que la population tibétaine rejette l'oppression communiste. Cela n'est pas sans cafouillages à l'intérieur de la communauté exilée et chez ses partisans. Ainsi, en 1979, le dalaï-lama a donné le nombre de 100 000 Tibétains vivant en dehors du Tibet, génération née en exil comprise ; un an plus tôt, une publication officielle de son gouvernement ne donnait comme chiffre que 85 000.
L'écrivain Michel Peissel, dans son livre Les Cavaliers du Kham, guerre secrète au Tibet publié en 1972, écrivit à ce propos que c'est un chiffre considérable, eu égard à la faible population du Tibet et aux moyens mis en œuvre par les Chinois pour enrayer cette migration massive.
Selon le gouvernement tibétain en exil, un exode aussi massif de Tibétains dans des circonstances aussi difficiles n'a pas eu de précédent dans l'histoire du Tibet.
Elisabeth Martens, dans son livre Histoire du bouddhisme : la compassion des puissants, exprime ses doutes à l'égard du mot et de la chose : « Peut-on parler d'un 'exode du peuple tibétain', si l'on sait que sur les 6 millions de Tibétains, 125 000 personnes constituent la diaspora, soit environ 2 % de la totalité de la population tibétaine ? »[non pertinent].
L’écrivain Dorsh Marie de Voe décrit le départ des Tibétains entre 1959 et 1962 comme étant un « exode de masse ».
Matthew J. Gibney, Randall Hansen, auteurs du livre Immigration and asylum: from 1900 to the present, publié en 2005, utilisent le terme d'« exode » pour qualifier le départ des quelque 100 000 Tibétains après l'imposition de la loi chinoise.